# Helen Walker
Helen Walker, född 17 juli 1920 i Worcester, Massachusetts, död 10 mars 1968 i North Hollywood, Los Angeles, var en amerikansk skådespelare. Hon gjorde debut 1942 i Lucky Jordan (1942) och var med i 18 filmer under 1940- och 1950-talet. Efter en allvarlig bilolycka 1946 stannade Walkers karriär av och hon blev aldrig någon större stjärna.

## Filmografi
- 1942 – Lucky Jordan
- 1943 – The Good Fellows
- 1944 – Kjolfeber
- 1945 – Odödlighetens herre
- 1945 – En stackars miljonär
- 1945 – Murder, He Says
- 1946 – People Are Funny
- 1946 – Falskt alibi
- 1946 – Husan som inte visste sin plats
- 1946 – Her Adventurous Night
- 1947 – Den stora spurten
- 1947 – Mardrömsgränden
- 1948 – Ring Northside 777
- 1948 – Ord i rättan tid
- 1949 – Mysteriet Williams
- 1951 – My True Story
- 1953 – Problem Girls
- 1955 – Hämndens skugga